# Simulium tarnogradskii
Simulium tarnogradskii är en tvåvingeart som beskrevs av Rubtsov 1940. Simulium tarnogradskii ingår i släktet Simulium och familjen knott. Inga underarter finns listade i Catalogue of Life.